# Purgatorio

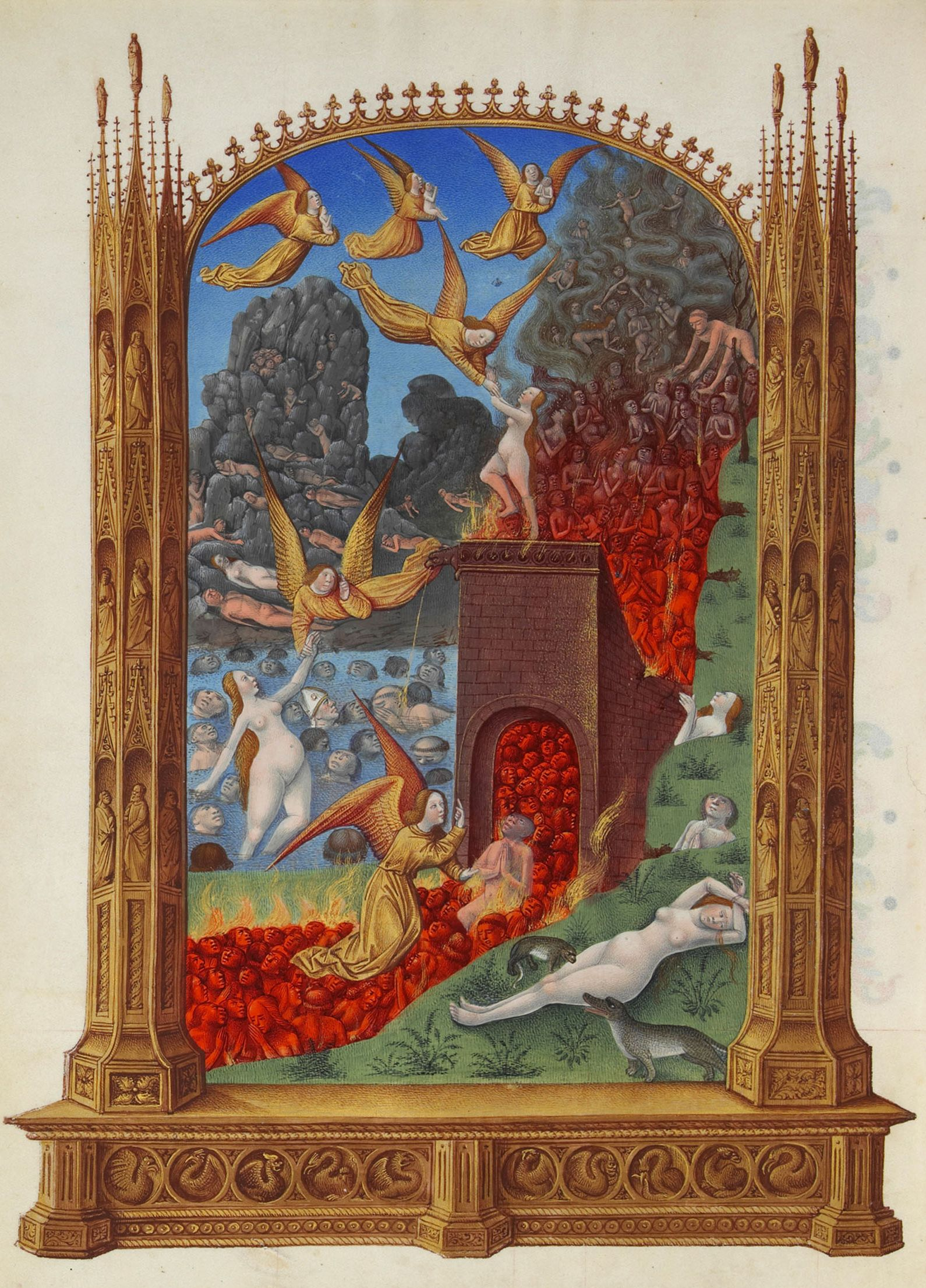
Representación artística del Purgatorio.

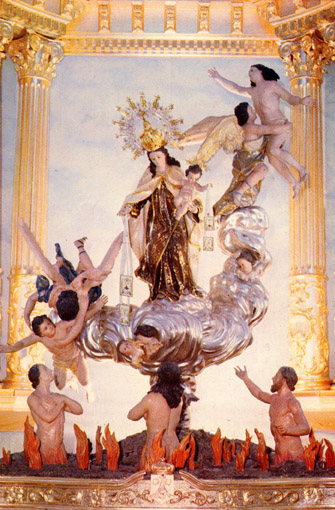
Virgen del Carmen rodeada de ángeles que rescatan a las almas del Purgatorio. Escultura barroca de Dupar, Beniaján (España).

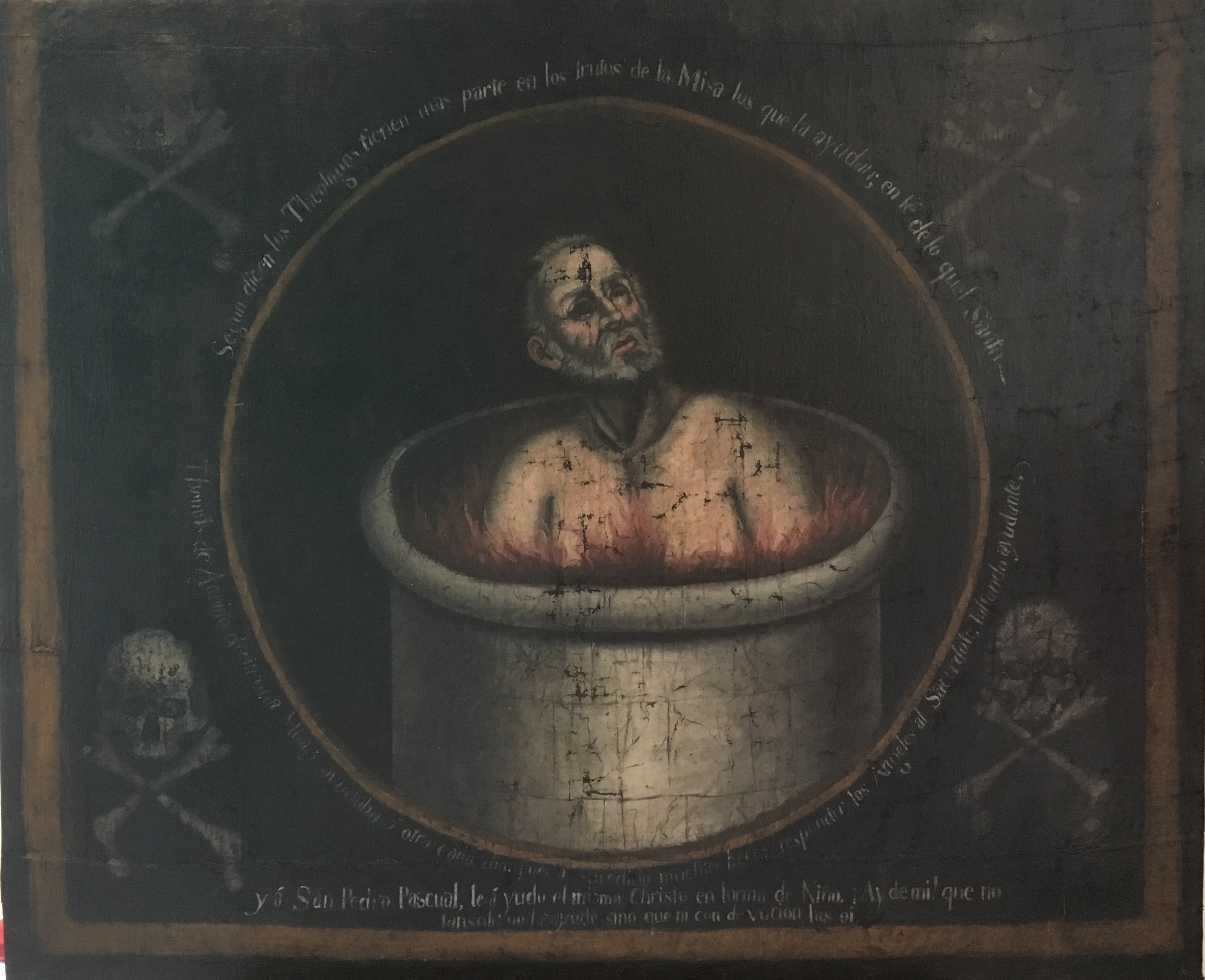
Penitente. Anónimo. Óleo con texto del libro Gritos del Purgatorio y medios para acallarlos, de José Boneta (1689). En (E)mancipa-Ment, Cullera (Valencia).

El purgatorio es un concepto religioso con especial presencia en la teología católica y la copta. De acuerdo con esta doctrina, el purgatorio no es un espacio físico y se define como un estado del alma transitorio de purificación y expiación en el que, después de la muerte, las personas que han fallecido en estado de gracia sufren la pena temporal que aún se debe a los pecados perdonados y, tal vez, expiar sus pecados veniales no perdonados para poder acceder a la visión beatífica de Dios.
Según se cree, debido a que todo aquel que entra en el purgatorio terminará entrando al Cielo tarde o temprano, el Purgatorio no es una forma de Infierno. Se afirma que las plegarias a Dios por los muertos, la celebración de la eucaristía y las indulgencias pueden acortar la estancia de una o varias almas que estén en dicho estado.
De acuerdo con la doctrina oficial de la Iglesia católica, las penas que se sufren son similares a las del Infierno, pero no son eternas y purifican porque la persona no está empedernida en una opción por el mal. Por eso, el Purgatorio es la purificación final de los elegidos, la última etapa de la santificación.

## El Purgatorio en la Biblia

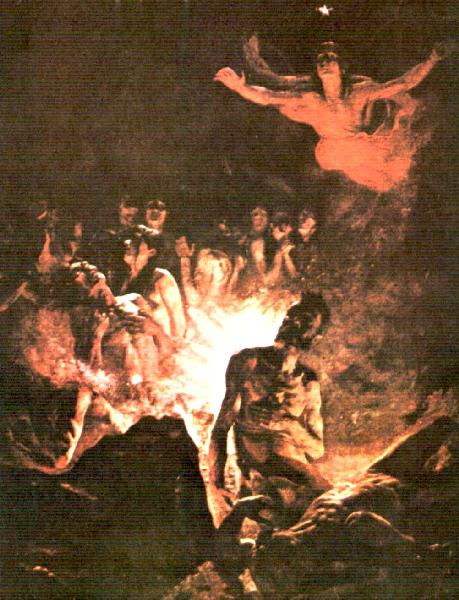
Representación artística en el cuadro titulado El Purgatorio del pintor venezolano Cristóbal Rojas

Las Iglesias copta y católica creen que las almas salvadas, pero cuya purificación no está completa, experimentan una purificación que no tiene lugar ni en el cielo ni tampoco en la morada de los muertos ("de los justos") denominada en la Biblia sheol o hades. La Iglesia católica recuerda las palabras de Jesucristo referidas en Lucas 12:58-59: “Cuando vas con tu adversario a presentarte ante el magistrado, trata de llegar a un acuerdo con él en el camino, no sea que el adversario te lleve ante el juez, y el juez te entregue al guardia, y este te ponga en la cárcel. Te aseguro que no saldrás de allí hasta que hayas pagado el último centavo»”. Se argumenta que si del Infierno no se puede salir, debe existir un lugar donde se cancele esa deuda, pues además, hablando de la “Jerusalén Celestial”, el libro del Apocalipsis dice: “Nada manchado entrará en ella” (Ap. 21, 27). Luego, con la parábola del funcionario que no quiso perdonar, en Mateo 18:21-35, Jesús compara el Reino de los Cielos con alguien que pide perdón pero niega hacerlo; aun así advierte que el hombre puede cumplir su deuda: “Y tanto se enojó el señor, que lo puso en manos de los verdugos hasta que pagara toda la deuda. Y Jesús añadió: «Lo mismo hará mi Padre Celestial con ustedes, a no ser que cada uno perdone de corazón a su hermano»”(Mateo 18:34-35). Cabe recordar incluso que Jesucristo enseñó a orar poniendo la condición de ser perdonados, perdonando: “…y perdona nuestras deudas, como también nosotros perdonamos a nuestros deudores;” (Mateo 6:12). Así, como en el cielo no hay “verdugos” que cobren la deuda, el catolicismo concibe un lugar intermedio donde los salvados purifiquen las deudas pendientes. 
Existe otro pasaje en el que Jesucristo habla de la existencia de otro mundo después de este, donde se perdonan los pecados: "Dios perdonará incluso a aquel que diga algo contra el Hijo del Hombre; pero al que hable contra el Espíritu Santo, no lo perdonará ni en este siglo, ni en el venidero". (Mateo 12, 32).
En 1 Corintios, San Pablo habla más claramente del Purgatorio:
La obra de cada uno se verá claramente en el día del Juicio porque ese día vendrá con fuego, y el fuego probará la calidad de la obra de cada uno. Si la obra que se construyó resiste, recibirá su salario. Si la obra se quema, será castigado, aunque se salvará como quien escapa del fuego. (1 Cor. 3, 13-15).
Encontramos un gran número de santos que han experimentado visitas de almas del Purgatorio, las cuales son permitidas por Dios para que se interceda de una manera más intensa por ellas tras estos encuentros sobrenaturales. Cabe destacar que en el Purgatorio existen tantos estadios como personas, quedando algunas almas en un estadio muy próximo al infierno y otras cercanas al cielo.

## El Purgatorio en el Antiguo Testamento
Entre los lugares del Antiguo Testamento que tanto la Iglesia copta y la Iglesia católica interpretan como relacionados con la expiación tras la muerte en un Purgatorio, están: 

Muchos serán purificados, emblanquecidos y refinados; los impíos procederán impíamente, y ninguno de los impíos comprenderá, pero los entendidos comprenderán.
Daniel 12,10

A este tercio lo meteré en el fuego, lo fundiré como se funde la plata, lo probaré como se prueba el oro. Él invocará mi nombre, y yo lo oiré. Yo diré: 'Pueblo mío'. Él dirá: 'Yahveh es mi Dios'.
Zacarías 13,9

“Pero él presumía que una hermosa recompensa espera a los creyentes que se acuestan en la muerte, de ahí que su inquietud fuera santa y de acuerdo con la fe. Mandó pues ofrecer ese sacrificio de expiación por los muertos para que quedaran libres de sus pecados”.
2 Macabeos 12:45-46

Desde la perspectiva católica y copta, se piensa que los pasajes anteriores dan a entender que en el "estado de purgación" las almas podrán ser purificadas (limpiadas) de la pena temporal de ciertos pecados, ya perdonados en cuanto a la culpa; ese otro mundo no puede ser el Infierno, pues en él ya se está condenado; tampoco el cielo pues nada que tenga mancha entrará ahí, por lo que este lugar debe ser un estado temporal. Lo que hay que purificar en el Purgatorio es la pena temporal del pecado, que ha quedado aun después de la confesión. Un ejemplo de esto sería una calumnia. Si se ha sido extendida a otras personas, aunque la persona que la dijo se confiese ese rastro de su pecado ya ha quedado esparcido y será difícil de borrar.

### Perspectiva copta
La Iglesia copta, además de los pasajes anteriores, arguye los capítulos 6 a 36 del libro de Enoc donde se describe con detalle el Purgatorio; sin embargo, la Iglesia católica no incluye esos capítulos entre su argumentación debido a que el libro de Enoc no está dentro del canon bíblico católico por lo que no es considerado por los católicos como un libro inspirado por Dios. Pero el libro de Enoc es parte integrante del canon bíblico copto, debido a que forma parte de la Septuaginta y a que el libro de Enoc es citado por el apóstol san Judas Tadeo en el Nuevo Testamento (Judas 1,14). 

### Perspectiva en la Iglesia protestante
La mayoría de las iglesias protestantes rechazan la creencia en el Purgatorio así como los libros deuterocanónicos donde se hace mención de la oración por los muertos para que estos sean libres de sus pecados.

## El Purgatorio en el Nuevo Testamento

### Perspectiva copta y católica
Uno de ellos, y tal vez el principal, es cuando el apóstol san Pablo habla sobre el día del juicio y sobre qué pasará con aquellas personas que tuvieron fe y sirvieron a Dios, pero cuyas obras no fueron tan buenas. Él lo explica así:

"Un día se verá el trabajo de cada uno. Se hará público en el día del juicio, cuando todo sea probado por el fuego. El fuego, pues, probará la obra de cada uno. Si lo que has construido resiste el fuego, será premiado. Pero si la obra se convierte en cenizas, el obrero tendrá que pagar. El se salvará pero no sin pasar por el fuego".
1Cor 3,13-15

Notemos dos aspectos fundamentales de lo que san Pablo quiere enseñar acerca de un creyente en Dios: en primer lugar afirma que si la obra resiste al ser examinada la persona se salvará, en este caso se está refiriendo a un cristiano que va directamente a salvarse, sin necesidad de pasar por una purificación. Pero, inmediatamente agrega que hay otra situación donde la obra de la persona no resistió el juicio y no dice que se va a condenar, sino que ese cristiano tendrá que pagar o ser castigado y se salvará, pero como quien pasa por el fuego. 
Al seguir estudiando la Biblia sobre este tema, encontraremos que la existencia del Purgatorio es una consecuencia lógica de la santidad de Dios, pues si Él es el tres veces santo (Isaías 6,3), o sea, la plenitud de la santidad y perfección, entonces quienes estén junto a Él también deben de serlo (Mateo 5,48). Por eso, quien es fiel a Dios, pero no se encuentra en un estado de gracia plena a la hora de morir, no puede disfrutar del Cielo porque la misma Biblia dice que en la ciudad celestial:

No entrará nada manchado (impuro).
Ap 21,27

Entonces, de acuerdo con ello, si un cristiano no puede entrar al Cielo por tener alguna mancha o impureza, ni tampoco sufrir el castigo eterno, es claro que tendrá que 'pagar' en esta vida o en la otra.
Aparte de ello, el trasfondo de lo citado en Mateo 5, 25-26 establece una analogía entre "cárcel" y "estado de pena" transitoria para la persona deudora:

Ponte enseguida a buenas con tu adversario mientras vas con él por el camino; no sea que tu adversario te entregue al juez y el juez al guardia, y te metan en la cárcel, Yo te aseguro: no saldrás de allí hasta que no hayas pagado el último céntimo.

Esta "prisión" o "cárcel" escatológicamente hablando no puede ser solamente considerada física como tal, y en menor caso como el Infierno, porque nadie "sale" de él en su condena definitiva, considerándose por demás otro "estado", en donde se pagarán completamente las deudas de menor agravio contra el prójimo (pecados veniales).
La Iglesia católica nunca ha enseñado que en el Purgatorio se perdonen pecados mortales, sino solo veniales que no mudan al creyente del estado de gracia habitual o santificante, necesaria para salvarse. Pero principalmente se enseña que en el Purgatorio se realiza la purificación de las reliquias del pecado.
Otra cita del Nuevo Testamento con que católicos y coptos explican la existencia del Purgatorio es Mateo 12, 31-32:

A cualquiera que pronuncie alguna palabra contra el Hijo del hombre se le perdonará, pero el que hable contra el Espíritu Santo no tendrá perdón ni en este mundo ni en el otro.

 En esta frase, según san Gregorio Magno, se puede entender que algunas faltas pueden ser perdonadas en este siglo, pero otras en el siglo futuro. De la misma idea son otros autores como san Beda y san Bernardo, entre otros. De acuerdo con san Isidoro de Sevilla estas palabras prueban que en la próxima vida "algunos pecados serán perdonados y purgados por cierto fuego purificador". San Agustín también argumenta: "algunos pecadores no son perdonados ni en este mundo o en el próximo no se podría decir con verdad a no ser que hubiera otros (pecadores) quienes, aunque no se les perdone en esta vida, son perdonados en el mundo por venir."

### Iglesia primitiva
El purgatorio como estado temporal de purificación fue creído desde el principio por los primeros cristianos.
- Año 211. Tertuliano: "Nosotros ofrecemos sacrificios por los muertos..."
- Año 307. Lactancio: "El justo cuyos pecados permanecieron será atraído por el fuego (purificación)..."
- Año 386. Juan Crisóstomo: "No debemos dudar que nuestras ofrendas por los muertos les lleven un cierto consuelo...".
- Año 580. Gregorio Magno: "Respecto a ciertas faltas ligeras, es necesario creer que, antes del juicio, existe un fuego purificador...".[13]

### Perspectiva protestante
Martín Lutero, fundador del protestantismo, creía que era inútil orar por los muertos.

### Perspectiva ortodoxa
Según la doctrina de la Iglesia ortodoxa, es preciso y necesario rezar por las almas de los difuntos, dado que a menos que estos hayan sido santos y ya estén en el Cielo o al contrario ya estén en el infierno, las almas de quienes murieron en amistad con Dios y arrepentidos de sus pecados, pero aún faltos de purificación, no pueden ingresar al Cielo por sí mismos, sino que necesitan de la oración de los fieles ortodoxos para subir al Cielo, esas almas ya están salvadas pero sufren debido a que pueden ver la felicidad del Cielo pero no ingresar a ella. La Iglesia ortodoxa no cree en la existencia del fuego purificador del purgatorio, por lo que el único método que tienen los fieles difuntos para ascender al Cielo son las oraciones de la Iglesia ortodoxa pidiendo a Dios por su purificación y entrada al Paraíso.

## El Purgatorio en el magisterio de la Iglesia católica

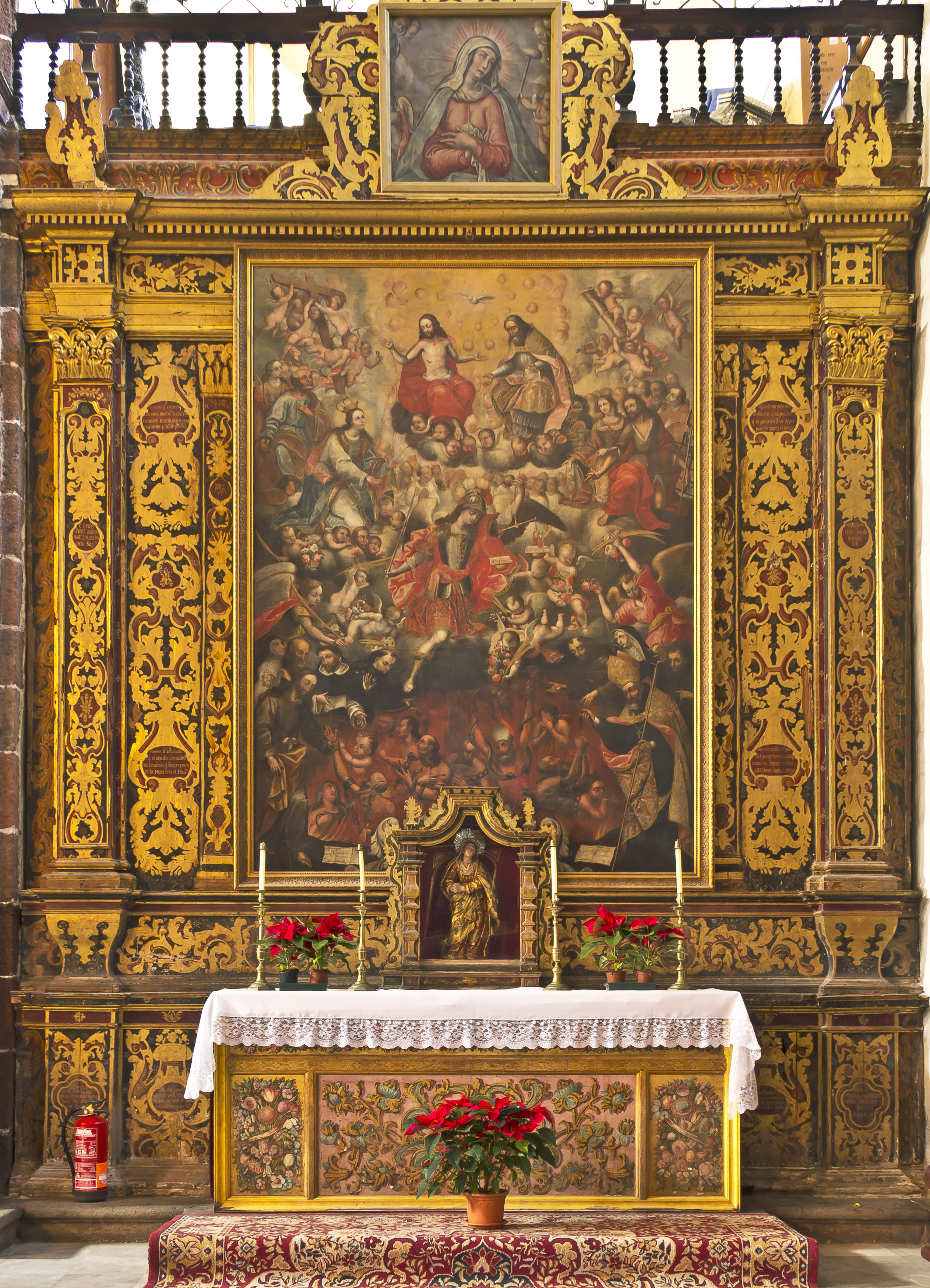
Majestuoso retablo de Ánimas situado en la Iglesia Matriz de la Concepción de Santa Cruz de Tenerife (España).

La doctrina del Purgatorio ha sido una enseñanza constante del Magisterio de la Iglesia. Además de la Biblia, la Iglesia se apoya en la tradición apostólica para definir una doctrina. En el caso del Purgatorio, el Catecismo cita a san Gregorio Magno y a san Juan Crisóstomo. Pero hay muchas citas sobre el Purgatorio en los llamados Padres de la Iglesia, tales como san Gregorio Magno (540–604), san Cesáreo de Arlés (470–543), Tertuliano (155-230), san Cipriano de Cartago (¿200?-258), san Agustín de Hipona (354-430), entre otros.
El Catecismo de la Iglesia Católica se refiere al Purgatorio o purificación final en los siguientes términos:

Los que mueren en la gracia y la amistad de Dios, pero imperfectamente purificados, aunque están seguros de su salvación eterna, sufren una purificación después de su muerte a fin de obtener la santidad necesaria para entrar en el gozo de Dios.
Catecismo de la Iglesia Católica, 1054.

La Iglesia ha formulado la doctrina de la fe relativa al Purgatorio sobre todo en los Concilios de Florencia y Lyon, que refutaron a los griegos orientales: “Las almas que partieron de este mundo en caridad con Dios, con verdadero arrepentimiento de sus pecados, antes de haber satisfecho con verdaderos frutos de penitencia por sus pecados de obra y omisión, son purificadas después de la muerte con las penas del Purgatorio”.
Más extensamente fue formulada en el Concilio de Trento que insiste:

Cuiden con suma diligencia que la sana doctrina del Purgatorio, recibida de los santos Padres y sagrados concilios, se enseñe y predique en todas partes, y se crea y conserve por los fieles cristianos; aquellas, empero, que tocan a cierta curiosidad y superstición, o saben a torpe lucro, prohíbanlas como escándalos y piedras de tropiezo para los fieles.
Concilio de Trento

También se ha hecho referencia al Purgatorio en el último concilio ecuménico, el Vaticano II (1962-1965)
El Compendio del Catecismo de la Iglesia Católica dedica un par de puntos que resumen esta doctrina: 

El Purgatorio es el estado de los que mueren en amistad con Dios pero, aunque están seguros de su salvación eterna, necesitan aún de purificación para entrar en la eterna bienaventuranza.

En virtud de la comunión de los santos, los fieles que peregrinan aún en la tierra pueden ayudar a las almas del Purgatorio ofreciendo por ellas oraciones de sufragio, en particular el sacrificio de la Eucaristía, pero también limosnas, indulgencias y obras de penitencia.
Compendio del Catecismo de la Iglesia católica, 210-211

La Iglesia católica, usando un lenguaje actual, explica la doctrina del Purgatorio en los siguientes términos:

Durante nuestra vida terrena, siguiendo la exhortación evangélica a ser perfectos como el Padre celestial (cf. Mt 5, 48), estamos llamados a crecer en el amor, para hallarnos firmes e irreprensibles en presencia de Dios Padre, en el momento de «la venida de nuestro Señor Jesucristo, con todos sus santos» (1 Ts 3, 12 s). Por otra parte, estamos invitados a «purificarnos de toda mancha de la carne y del espíritu» (2 Co 7, 1; cf. 1 Jn 3, 3), porque el encuentro con Dios requiere una pureza absoluta. Hay que eliminar todo vestigio de apego al mal y corregir toda imperfección del alma. La purificación debe ser completa, y precisamente esto es lo que enseña la doctrina de la Iglesia sobre el Purgatorio. Este término no indica un lugar, sino una condición de vida. Quienes después de la muerte viven en un estado de purificación ya están en el amor de Cristo, que los libera de los residuos de la imperfección.

### Penas del Purgatorio
Según la doctrina católica hay una diferencia sustancial entre Infierno y Purgatorio, y este no es un Infierno temporal. Propiamente hablando, solo en el Infierno se da una verdadera pena de daño, ya que ella es el castigo ultraterreno a la aversión actual de Dios, que no se da en las almas del Purgatorio. Sin embargo pueden distinguirse:
- Dilación de la Gloria. Tratada por la tradición teológica como pena de daño, es sin embargo cualitativamente distinta de la que se da en el Infierno, y consiste en el aplazamiento del Cielo. El alma queda privada de la visión beatífica (visión de Dios) mientras purga sus pecados. Esta pena implica que la presencia en el Purgatorio no puede prolongarse en el tiempo hasta más allá del Juicio Final.
- Pena de sentido. La tradición de los Padres latinos es casi unánime en favor del fuego real y corpóreo, semejante al del Infierno, pero no ha sido necesaria todavía una declaración dogmática al respecto. Sí hay argumentos en la tradición, como el cuestionario de Clemente VI a los armenios, donde expresamente se pregunta «...si crees que son atormentados con fuego temporalmente...». En cuanto a si Dios se vale de los demonios para la administración de las penas del Purgatorio, santo Tomás (De purgatorio, Suppl. a.5) explica que no.

### Sufragios
Son las ayudas que los fieles ofrecen a las almas del Purgatorio. Principalmente son:
- Ofrecimiento de la Misa: Ya sea encargándole la Misa a un sacerdote, ya sea ofreciéndola mentalmente por un difunto.
- Ofrecimiento de la Comunión: Los católicos, ortodoxos, coptos y luteranos creen que en la comunión se encuentra realmente Cristo. Cuando comulgan (reciben a Cristo), pueden ofrecerlo por reparación de las almas que les falta algo por purificar.
- Misas gregorianas: Se denominan de esta manera, a la serie de misas en las que se debe interceder por un difunto durante treinta días sin interrupción. Su origen se vincula a un episodio narrado por San Gregorio Magno.[30]
- Indulgencia: La indulgencia es la remisión ante Dios de la pena temporal por los pecados, ya perdonados en cuanto a la culpa. La indulgencia es parcial o plenaria según libere de la pena temporal debida por los pecados en parte o totalmente. Todo fiel puede lucrar para sí mismo o aplicar por los difuntos, a manera de sufragio, las indulgencias tanto parciales como plenarias.[31]

Otros sufragios son: el ofrecimiento de las penas y alegrías, olvidar los insultos y perdonar a los que nos ofenden, ofrecer diversas oraciones, limosna y otras obras de misericordia.

### El voto de ánimas
También llamado acto heroico de caridad, consiste en una donación completa de los efectos satisfactorios ganados con obras buenas, en favor de las almas del Purgatorio.
En palabras de san Agustín, todas las obras buenas que se practican en estado de gracia santificante, tienen la virtud de producir cuatro efectos: meritorio, propiciatorio, impetratorio y satisfactorio. El efecto meritorio aumenta la gracia de quien la hace, y no puede cederse. Lo propiciatorio aplaca la ira de Dios; lo impretratorio inclina a Dios a conceder lo que se le pide. Por último, es satisfactoria porque ayuda a satisfacer o pagar la pena por los pecados. Es este último efecto satisfactorio el que se cede a las ánimas del Purgatorio, ofreciendo a Dios una compensación por la pena temporal debida. No es un voto riguroso, ni requiere ningún formalismo más allá de hacerlo con el corazón, sino una cesión voluntaria que puede rectificarse en cualquier momento. Tampoco debería decirse heroico pues se gana más de lo que se cede.

### El Purgatorio en los padres de la Iglesia
Santa Perpetua (181 – 203 d. C.) en prisión tiene dos visiones, en la primera ve a su hermano que tenía siete años muerto en un lugar tenebroso en el cual estaba sufriendo. Ella ora por el descanso eterno de su alma y luego de ser escuchada tiene una segunda visión donde ve a su hermano sano y en paz. "Vi que el lugar que había observado previamente sombrío estaba ahora iluminado, y Dinocrates, con un cuerpo limpio y bien vestido, estaba buscando algo para refrescarse. Y donde había estado la herida, yo vi una cicatriz.. Entonces entendí que había sido trasladado del lugar del castigo"
Los Hechos de Pablo y Tecla fue una obra escrita en el siglo II (año 160) que narra la historia de una mujer que se convirtió al cristianismo después de escuchar las predicaciones de San Pablo. Posteriormente deshace el compromiso con su novio y se dedica a asistirle en la evangelización. Leemos allí una oración de intercesión para que una cristiana fallecida sea trasladada al lugar de los justos.“Y después de la exhibición, Tryfaena nuevamente la recibe. Su hija Falconilla había muerto, y dijo a ella en un sueño: Madre, tú deberías tener esta extranjera Tecla en mi lugar, para que ore por mí, y yo pueda ser transferida a el lugar de los justos.”
Abercio de Hierápolis (? – 200 d. C.), antes de morir, compuso su propio epitafio datado a finales del siglo II o comienzos del siglo III donde pide que se ore por él: "Que cada uno que esté de acuerdo con esto y quien lo entienda ore por Abercio."
Clemente de Alejandría (150 – 217 d. C.): en los Stromata se habla de la purificación por “fuego” que sufre el alma posterior a la muerte cuando no ha alcanzado la completa santidad. “El creyente a través de gran disciplina se despoja de sus pasiones y pasa a la mansión mejor que la anterior, pasa por el mayor de los tormentos tomando sobre sí el arrepentimiento de las faltas que pudiera haber cometido después de su bautismo. Es torturado entonces todavía más al ver que no ha logrado lo que otros ya han adquirido. Los mayores tormentos son asignados al creyente porque la Justicia de Dios es buena y su bondad es justa y, estos castigos completan el curso de la expiación y purificación de cada uno.”
Tertuliano (160 - 220 d. C.) refiere que se ore por los difuntos: "Una mujer está más atada a su esposo cuando está muerto... De hecho, ella ora por su alma, y mientras tanto pide refrigerio para él, y ofrece (su sacrificio) en los aniversarios de su muerte. (216 d.C.)" "Cada vez que se acerca el aniversario, hacemos ofrendas por los muertos como honores de cumpleaños. (211 d.C.)"
Orígenes (185 - 254 d. C.) refiere que si un hombre deja esta vida con faltas menores habiendo hecho cosas de valor, es condenado al fuego que quema los materiales inservibles, y prepara el alma para el Reino de Dios: "Porque si sobre la base de Cristo, haz construido no sólo oro y plata sino piedras preciosas (1 Cor. 3); sino también madera, caña o paja ¿qué es lo que esperas cuando el alma sea separada del cuerpo? ¿Entrarías al cielo con tu madera y caña y paja y de este modo manchar el reino de Dios? ¿o en razón de estos obstáculos podrías quedarte sin recibir premio por tu oro y plata y piedras preciosas? Ninguno de estos casos es justo. Queda entonces, que serás sometido al fuego que quemará los materiales livianos; para nuestro Dios, a aquellos que pueden comprender las cosas del cielo está llamado el fuego purificador." "Pero este fuego no consume a la creatura, sino lo que ella ha construido, madera, caña o paja. Es manifiesto que el fuego destruye la madera de nuestras trasgresiones y luego nos devuelve con el premio de nuestras grandes obras." 
Cipriano de Cartago (200 – 258 d. C.) escribe: "Una cosa es, cuando es arrojado a prisión, no salir de allí hasta que uno haya pagado el último penique; otra cosa es al mismo tiempo recibir el salario de la fe y el coraje. Una cosa, ser torturado por un largo sufrimiento por los pecados, para ser limpiado y largamente purgado por el fuego; otra haber purgado todos los pecados mediante el sufrimiento. Una cosa es, en fin, estar en suspenso hasta la sentencia de Dios en el día del juicio; otra ser coronado de inmediato por el Señor ". Cipriano anota que ofrece sacrificios por los difuntos: "Siempre les ofrecemos sacrificios, como recordarán, tan a menudo como celebramos las pasiones y los días de los mártires en la conmemoración anual." "Finalmente, también, tome nota de sus días en que partieron, para que podamos celebrar su conmemoración entre los monumentos conmemorativos de los mártires, aunque Tertulio ha escrito, y me escribe y confía los días en que pasan nuestros hermanos bendecidos en prisión por la puerta de una muerte gloriosa a su inmortalidad; y aquí se celebran oblaciones y sacrificios para sus conmemoraciones."
Lactancio (250 – 317 d. C.) escribe: "Pero cuando él juzgue a los justos, él también los probará con fuego. Entonces aquellos cuyos pecados excedan en peso o número, serán chamuscados por el fuego y quemados, pero aquellos a quienes la justicia y plena madurez de la virtud ha imbuido, no percibirán ese fuego.”
Cirilo de Jerusalén (315 – 386 d. C.) anota: "Recordamos también a todos los que ya durmieron, en primer lugar, los patriarcas, los profetas, los apóstoles, los mártires, para que, por sus preces y su intercesión, Dios acoja nuestra oración. Después, también por los santos padres y obispos difuntos y, en general, por todos cuya vida transcurrió entre nosotros, creyendo que ello será de la mayor ayuda para aquellos por quienes se reza... ofrecemos a Cristo muerto por nuestros pecados, pretendiendo que el Dios misericordioso se compadezca y sea propicio tanto con ellos como con nosotros" 
Gregorio de Nisa (331 – 394 d. C.): “Cuando el renuncia a su cuerpo y la diferencia entre la virtud y el vicio es conocida, no puede acercarse a Dios hasta no haber purgado con fuego que limpia las manchas con las cuales su alma está infectada. Ese mismo fuego en otros cancelará la corrupción de materia y la propensión al mal”
San Ambrosio (395 d. C.) en su oración funeraria donde oraba por el alma del emperador que había muerto dice: "Da, Oh Señor, descanso a Tu servidor Teodosio, aquella paz que Tú has preparado para tus santos....Lo amaba, por eso lo seguiré a la tierra de los vivos; no lo dejaré hasta que por mis oraciones y lamentaciones sea admitido en el santo monte del Señor, a quien sus méritos llama" 
Juan Crisóstomo (347 - 407 d. C.) afirma que este recordatorio por los nombres en la celebración del santo sacrificio como la mejor forma de aliviar a los muertos fue una práctica establecida por los Apóstoles: "No en vano fue decretado por los Apóstoles que el memorial de los misterios debe ser hecho por los que han partido. Ellos sabían que aquí había muchos beneficios que se podrían obtener para ellos. Cuando el pueblo entero está de pie con sus manos alzadas, una asamblea sacerdotal y la maravillosa víctima sacrificial es ofrecida, ¿cómo no podremos vencer a Dios con nuestras súplicas? Y esto lo hacemos por los que se han ido en la fe" luego agrega en otro escrito que “Si los hijos de Job fueron purificados por el sacrificio de su padre (cf. Jb 1, 5), ¿por qué habríamos de dudar de que nuestras ofrendas por los muertos les lleven un cierto consuelo? [...] No dudemos, pues, en socorrer a los que han partido y en ofrecer nuestras plegarias por ellos”
San Agustín (354 - 430 d. C.) escribió sobre el tema: "purifícame en esta vida y vuélveme tal que ya no necesite de fuego corrector, atendiendo a los que han de salvarse, aunque, no obstante, como a través del fuego. ¿Por qué acontece esto si no es porque edifican aquí sobre el cimiento, leña, paja, heno? Si hubiesen edificado sobre el oro, plata, piedras preciosas, estarían libres de ambas clases de fuego, no sólo de aquel eterno, que ha de atormentar para siempre los impíos, sino también de aquel que corregirá a los que han de salvarse a través del fuego."

### Santos devotos de las almas del Purgatorio

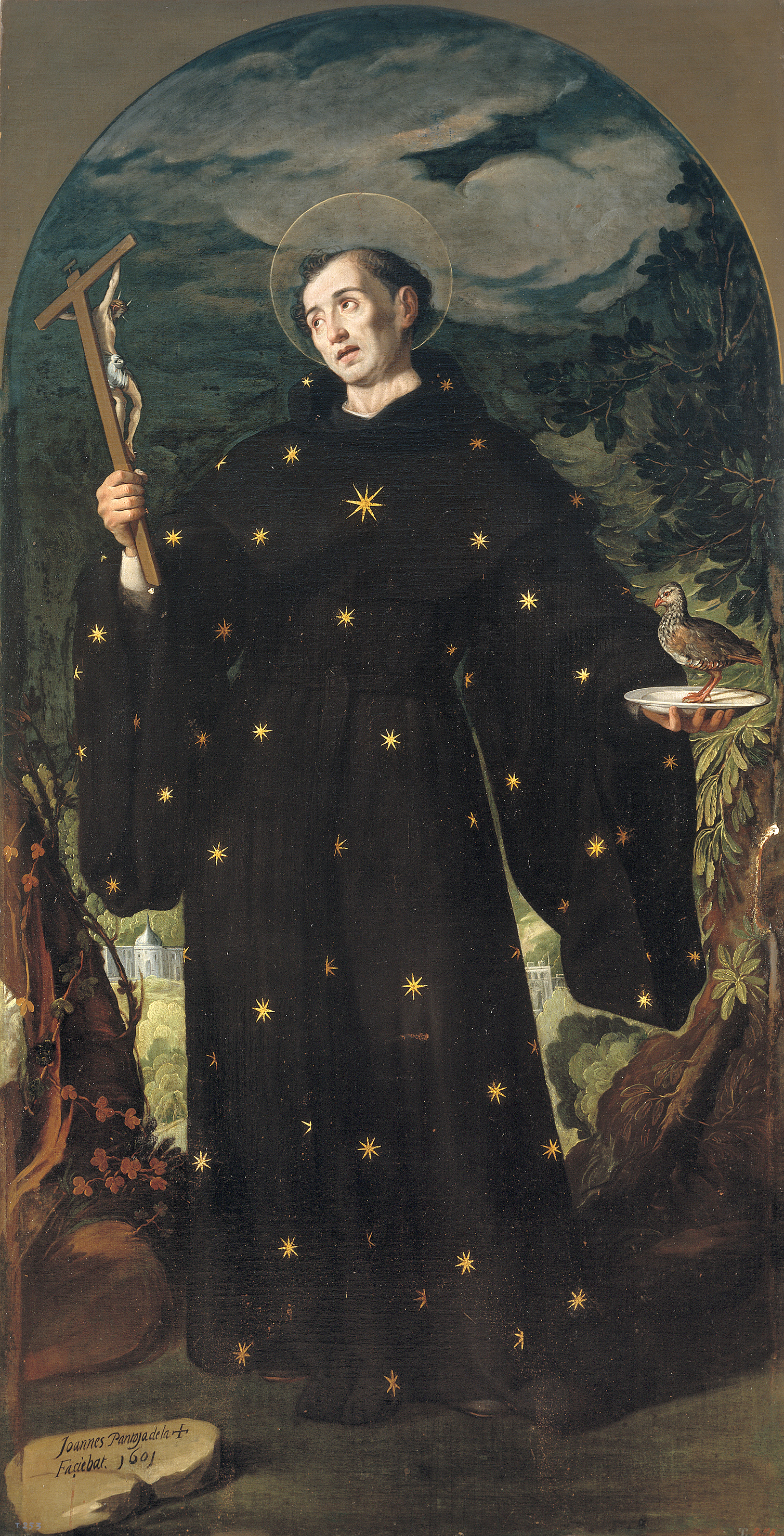
San Nicolás de Tolentino es considerado protector de las ánimas del Purgatorio según la Iglesia católica.

En esta lista aparecen algunos santos que defendieron, veneraron o tuvieron visiones de las almas del Purgatorio según la tradición católica:
- San Bernardo de Claraval (1090-1153)[52]
- San Nicolás de Tolentino (1245-1305)[53]
- Santa Isabel, princesa de Hungría y duquesa de Turingia (1207-1231)[54]
- Santa Isabel, reina de Portugal e infanta de Aragón (1271-1336)[55]
- Santa Brígida de Suecia (1303-1373)[56]
- Santa Catalina de Vadstena (1330-1381)[54]
- Santa Lidwina (1380-1433)[57]
- Santa María Magdalena de Pazzi (1566-1607)[58]
- San Pedro de San José Betancur (1626-1667)[59]
- Santa Gemma Galgani (1878-1903)[60]
- San Pío de Pietrelcina (1887-1968)[61]
- San Josemaría Escrivá de Balaguer (1902-1975)[62]
- Santa Faustina Kowalska (1905-1938)[63]

## Iglesia copta
La Iglesia copta, en cambio, acepta la existencia del Purgatorio. La única diferencia es que usa otra palabra. La principal base bíblica para afirmar la existencia del Purgatorio según esta Iglesia está en el Libro de Enoc en sus capítulos 6 - 36. Escritos antes del 160 a. C., estos se centran en el tema de los Vigilantes y hacen además una descripción detallada del Infierno, el Purgatorio y el Paraíso. En la Iglesia copta tradicionalmente se ofrecen rezos a Dios para que les muestre su misericordia a las almas de los difuntos que padecen en el Purgatorio y puedan ingresar al Cielo.[cita requerida]

## Iglesia ortodoxa
La Iglesia ortodoxa comparte con la católica la creencia en la existencia de alguna suerte de estado intermedio tras la muerte de los justificados antes de llegar al Cielo, y también cree en la eficacia que dan las oraciones por los difuntos a los que se encuentran en dicho estado. Sin embargo, ellos no equivalen su concepto de estado intermedio con el concepto católico del Purgatorio, ya que ellos rechazan tanto que se trate de un tercer lugar aparte del Cielo y el Infierno como que en dicho estado intermedio los fieles sean azotados por un fuego literal.
Durante el Concilio de Florencia, la delegación ortodoxa liderada por Marcos de Éfeso debatió con los católicos sobre la existencia del Purgatorio. Marcos de Éfeso rechazó dicha doctrina, sosteniendo en su lugar que los fieles que fallecen con pequeños pecados no confesados (o que no han producido frutos de arrepentimiento por los pecados que han confesado), son limpiados de estos pecados ya sea en su juicio post mortem con su mismo miedo, o bien después del juicio, cuando están confinados (pero no permanentemente) en el Infierno, por las oraciones y liturgias de la Iglesia y las buenas obras realizadas por los fieles. Debe decirse, no obstante, que la Iglesia Ortodoxa no tiene ningún dogma fijo sobre la naturaleza de dicho estado intermedio, y entre ellos hay diversas opiniones sobre este punto.

## Islam
En el islam existen conceptos parecidos de manera superficial con esta doctrina, como el Barzaj, el lugar, período o secuencia de trámites por los que el alma espera el Juicio Final, en lo que Mahoma describe como «las peores horas de la vida de un hombre». La idea de que las almas que van al infierno pueden sufrir allí la purificación y alcanzar el cielo, permite a algunos opinar que el Infierno de los musulmanes es más parecido al purgatorio de los católicos que al infierno cristiano. Existe también el Araf, un alto muro o barrera en el que esperan los que han conseguido escapar del Infierno, pero no han sido autorizados aún a entrar en el Cielo. También se encuentran en ese lugar fronterizo las almas de los naturalmente inocentes: los niños o los locos incapaces de distinguir el bien del mal.

## Zoroastrismo
Otro lugar que responde en forma similar es el Hamistagan o Hamestagan del zoroastrismo, donde las almas de los que presentan un balance equilibrado entre sus buenas y sus malas obras, reciben la oportunidad (esta es la principal divergencia con el Purgatorio cristiano) que necesitan para ganar un sitio en el Cielo.[cita requerida]

## En la cultura
Existen numerosas manifestaciones artísticas relativas al Purgatorio. Como pueden ser edificios, vidrieras, tallas, retablos, varas de mando de las diversas cofradías, cuadros, obras de orfebrería, y así tenemos muestras iconográficas del Purgatorio, en todo tipo de manifestaciones artísticas.
Dante Alighieri menciona el Purgatorio en su obra máxima, la Divina comedia. Es una de las tres partes de su obra, y lo imagina como una montaña, dividida en siete rellanos donde la ánimas purgan un pecado distinto, y en la cima se encuentra el Paraíso Terrenal.
Pedro Calderón de la Barca escribió una comedia intitulada El Purgatorio de San Patricio, basada en leyendas populares acerca del santo y referencias al Purgatorio.
La novela La ciudad del gran rey de Oscar Esquivias se ambienta en el Purgatorio.
En la actualidad en la Iglesia del Sagrado Corazón del Sufragio (Roma) se encuentran algunas reliquias, objetos y testimonios sobre las almas purgantes.
Uno de los más importantes estudios historiográficos sobre la religión en el siglo XIII, fue la obra El nacimiento del Purgatorio de Jacques Le Goff, el cual ahonda la concepción histórica del origen del concepto que estudió el surgimiento de esta concepción como una explicación hecha a través de la historia la tradición eclesiástica que enmarca la noción de un lugar intermedio adonde van aquellas almas ‘no tan buenas’ para ingresar directo al Cielo, y las ‘no tan malas’ como para condenarse eternamente.